# 胡安·马伦
胡安·马伦（西班牙語：Juan Marén，1971年8月20日—），古巴男子摔跤运动员。他曾代表古巴参加1992年、1996年、2000年和2004年夏季奥林匹克运动会摔跤比赛，获得二枚银牌和一枚铜牌。